# Keisuke Okada
Keisuke Okada (japonsky: 岡田 啓介; 20. ledna 1868 – 7. října 1952) byl japonský admirál a politik, premiér Japonska v letech 1934–1936. Zastával též funkce ministra námořnictví (1927–1929, 1932–1934), ministra kolonií (1934) a ministra komunikací (1935).

## Život
Narodil se v samurajské rodině. Vystudoval na Japonské císařské námořní akademii. Sloužil poté jako poddůstojník na obrněné válečné lodi Kongó a na křižníku Naniua. V roce 1890 byl povýšen na praporčíka. Později sloužil jako poručík na lodích Icukušima a Takačiho a také na korvetě Hiei. V první čínsko-japonské válce sloužil na Fudži. Po absolvování Námořní štábní akademie následně sloužil na lodi Šikišima a jako první důstojník na lodi Jaejama. V roce 1894 byl povýšen na poručíka, roku 1899 na nadporučíka. Během rusko-japonské války sloužil jako první důstojník na lodích Čitose, Kasuga a Asahi. V roce 1908 byl povýšen na kapitána a o dva roky později mu bylo svěřeno velení lodi Kasuga. Později byl v roce 1912 převelen na Kašimu. V roce 1913 byl povýšen na kontradmirála a poté sloužil v řadě administrativních pozic, například na velitelství armádního loďařství. V roce 1917 byl povýšen na viceadmirála a v roce 1924 na admirála.
Okada převzal post vrchního velitele Kombinované flotily v roce 1924. V roce 1927 se stal ministrem námořnictva ve vládě Giičiho Tanaky, ale v roce 1929 rezignoval a převzal post vojenského rady v Nejvyšší válečné radě. Ve vyšších řadách japonského císařského námořnictva byl jedním z mála podporovatelů smlouvy o snížení počtu zbraní, která byla výsledkem Londýnské konference v roce 1930. Znovu sloužil jako ministr námořnictva ve vládě Makota Saitóa v roce 1932. V roce 1933 byl převeden do záloh a o pět let později odešel do důchodu.
V červenci 1934 byl jmenován předsedou vlády. Snažil se o umírněný odpor proti rostoucí moci militaristů. Ač pro ně nepředstavoval velkou hrozbu, byl předmětem jejich zavilé nenávisti. Zejména proto, že během jeho vlády profesor Tokijské univerzity Minobe Tacukiči zveřejnil státovědnou teorii, která definovala postavení císaře jako "orgánu státu". Pravicoví extremisté v armádě, kteří prosazovali doktrínu císařova božství, činili premiéra za Minobeho teorii odpovědným. Při incidentu 26. února 1936 se stal obětí atentátu a jen o vlásek unikl smrti, a to především proto, že vzbouření námořní důstojníci si ho spletli s jeho švagrem plukovníkem Macuem Denzóem (kterého zabili). Okada byl po atentátu krátce považován za mrtvého, ale 29. února 1936 vyšel z úkrytu. Přestože pokus o puč byl potlačen, o několik dní později Okada podal demisi, když převzal za incident odpovědnost.
Zůstal však neoblomný ve svém odporu k válce se Spojenými státy. Během druhé světové války vytvořil skupinu podobně smýšlejících politiků a důstojníků, kteří usilovali o brzké ukončení nepřátelských akcí. Po porážce japonských sil v bitvě u Midway a v bitvě u Guadalcanalu usiloval o vyjednávání se Spojenci a hrál vedoucí roli při svržení kabinetu Hideki Tódžóa v roce 1944.